# Charlot caporeparto
Charlot caporeparto (The Floorwalker), conosciuto anche con i titoli Charlot commesso e La scala mobile, è un film interpretato, diretto e prodotto da Charlie Chaplin; fu proiettato la prima volta il 15 maggio 1916.
Primo film girato con la nuova casa di produzione Mutual Film Corporation.
Scaduto il precedente contratto con la Essanay, Chaplin, durante il viaggio in treno per recarsi a New York per trattare con le compagnie in lizza per l'ingaggio, ha modo, per la prima volta, di rendersi effettivamente conto del livello raggiunto dalla sua popolarità dai bagni di folla cui dovrà sottoporsi in ogni stazione in cui il treno farà tappa.
Definito il contratto e conclusi i lavori di costruzione dei nuovi studios della Lone Star Studio a Los Angeles (che altro non erano che un appezzamento di terreno recintato e tappezzato con lenzuola di lino bianco per meglio diffondere la luce solare, unico sistema d'illuminazione adottato dall'industria del cinema dell'epoca, e qualche bungalow adibito a camerino e sala di montaggio), Chaplin chiama a sé i fedeli collaboratori delle precedenti esperienze alla Essanay, tra tutti l'amata Edna a cui si aggiungeranno Albert Austin, che sarà fedele spalla in tutte le successive produzioni Mutual, ed Eric Campbell, la cui mole costituisce la perfetta contrapposizione, nel ruolo del cattivo, al mingherlino Charlot.

## Trama
Il film ambientato in un grande magazzino (tutto ricostruito in studio, naturalmente) è imperniato sulla presenza centrale di una scala mobile, che sarà causa ed effetto delle gag intorno a lei sviluppate.

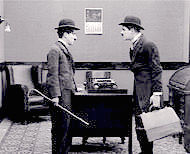
Charlot si scontra con il direttore.

Strigliato da un accigliato caporeparto insoddisfatto della produttività, un commesso vigila che i clienti trovino soddisfazione e che non si allarghino troppo nelle prove dei prodotti, uno in particolare, con la scusa di provare il prodotto prima dell'acquisto ha l'impudenza di radersi il mento sul posto e cospargersi di profumo senza concludere alcun acquisto, d'altra parte l'aspetto dismesso di Charlot non può lasciare dubbi sulle sue effettive intenzioni. Seguito a vista dal commesso e da un detective del negozio nei suoi spostamenti tra un'esposizione e l'altra e sotto stress causa la pressione che sente su di sé, inizia a destabilizzare l'ordine del magazzino. Nel frattempo gli altri clienti si impossessano indebitamente di tutti i beni in esposizione.
La guerra tra Charlot e il grande magazzino è dichiarata, inizia l'inseguimento da parte del detective intenzionato a ridurlo all'inoffensività: la scala mobile diventa strumento formidabile di scappatoia e di disturbo, percorsa in discesa quando questa sale o salita quando scende, a ruzzoloni e capitomboli.
Al piano superiore, negli uffici dell'amministrazione, al direttore viene recapitata una lettera della banca che smaschera le illecite appropriazioni, ai danni del negozio, sue e del socio a delinquere, il caporeparto della prima sequenza. Vistisi scoperti progettano la fuga e per addolcirla svuotano del contenuto la cassaforte del magazzino, ma il caporeparto non ci sta a dividere la torta e con un colpo a tradimento stordisce il direttore e arraffato il denaro e stipato in una valigetta si appresta alla fuga, quando nell'ufficio irrompe Charlot, a sua volta in fuga dagli inseguitori. Sconcerto dei due che si scoprono fisicamente identici, per distinguersi mimano l'effetto specchio, ripetendo specularmene i gesti, alla fine il caporeparto prospetta lo scambio dei ruoli per meglio realizzare il proprio piano di fuga. Charlot indossati gli abiti del caporeparto ne assume il ruolo e, dapprima timidamente e poi con cinica soddisfazione di rivalsa, impartisce le direttive al commesso che prima lo voleva cacciare. Intanto il vero caporeparto si imbatte nel detective che, credendolo Charlot, lo immobilizza. La borsa che celava il malloppo viene affidata al nuovo presunto caporeparto che finirà per farla esaminare ad un cliente interessato all'acquisto dell'articolo per la disperazione del rinsavito direttore che, scambiando Charlot per l'infedele complice, inizia a malmenarlo, discretamente, per non attirare troppo l'attenzione della bellissima detective (Charlotte Mineau) che già ha notato il comportamento sospetto.
Ma la pesantezza dei colpi menati consigliano a Charlot la fuga, risalendo e scendendo la scala mobile, a ritroso e in senso contrario alla marcia, inseguito dal corpulento direttore, alternandosi di volta in volta nel ruolo di preda e cacciatore. L'intervento definitivo dei detective ristabilirà le responsabilità del dirigente infedele e dello squattrinato cliente.